# دوغلاس يوهانسون
دوغلاس يوهانسون (بالسويدية: Douglas Johansson)‏ (و. 1960 – م) هو ممثل، وممثل أفلام، من السويد، ولد في بلدية سولنا.

## وصلات خارجية
- دوغلاس يوهانسون على موقع IMDb (الإنجليزية)
- دوغلاس يوهانسون على موقع ألو سيني (الفرنسية)
- دوغلاس يوهانسون على موقع أول موفي (الإنجليزية)
- دوغلاس يوهانسون على موقع قاعدة بيانات الأفلام السويدية (السويدية)
- دوغلاس يوهانسون على موقع قاعدة بيانات الفيلم (الإنجليزية)
- دوغلاس يوهانسون على موقع كينوبويسك (الروسية)